# Faro de Punta de la Mona
El faro de Punta de la Mona (o faro de La Herradura) es un faro situado en la Punta de la Mona, cerca de la playa de La Herradura, en la provincia de Granada, Andalucía, España. Está gestionado por la autoridad portuaria de Motril.

## Historia
Fue construida originalmente como torre vigía en 1700, pero fue reconvertida en faro en 1992.